# Aspergillose der Vögel
Die Aspergillose ist eine Erkrankung der Vögel, die durch Schimmelpilze, vor allem aus der Gattung Aspergillus, hervorgerufen wird. Sie ist die häufigste Atemwegserkrankung bei Papageienvögeln in Gefangenschaftshaltung. Die Aspergillose ist eine Faktorenkrankheit, die durch Haltungs- (vor allem niedrige Luftfeuchte) und Fütterungsfehler (mit Pilzsporen kontaminiertes Futter, Vitamin-A-Mangel) sowie Stress (Transporte, zu hoher Besatz) begünstigt wird. Die Erkrankung verläuft chronisch, meist ist aber ein akuter Krankheitsschub mit Atemproblemen auffallend. Die Behandlung erfolgt durch Antimykotika sowie Abstellung der die Krankheit begünstigenden Faktoren.

## Krankheitsursache
Auslöser der Aspergillose sind Schimmelpilze der Gattung Aspergillus, seltener auch Vertreter der Gattungen Mucor, Absidia (vor allem Absidia corymbifera), Rhizopus (vor allem Rhizopus oryzae) und Penicillium.
Die Aspergillose ist eine Faktorenkrankheit: Haltungs- (vor allem niedrige Luftfeuchte) und Fütterungsfehler (mit Pilzsporen kontaminiertes Futter, Vitamin-A-Mangel) sowie Stress (Transporte, zu hoher Besatz) spielen eine wichtige Rolle für das Angehen der Infektion.

## Krankheitszeichen
Eine Aspergillose entwickelt sich schleichend. Die Frühsymptome wie allgemeine Schwäche, verminderte Ausdauer beim Fliegen, Schläfrigkeit, Abgeschlagenheit und Gewichtsabnahme werden vom Tierhalter oft übersehen. Die Schimmelpilze befallen vor allem die Luftwege. Durch das Wachstum und die daraus resultierende Entzündungsreaktion kommt es häufig zu einer Einengung der Atemwege mit Schnabelatmung. Zudem werden Toxine in den Körper freigesetzt, die Leber, Magen-Darm-Trakt und Nervensystem schädigen können. Schließlich kann es zu bakteriellen Sekundärinfektionen kommen. Das klinische Bild ist daher sehr vielfältig. Neben Atemwegssymptomen wie  krankhaften Atemgeräuschen, „Backenblasen“, Husten und Niesen können auch Stimmverlust oder Stimmveränderungen (Pilzrasen im Stimmkopf), Durchfall und zentralnervöse Anfälle auftreten.
Obwohl die Erkrankung sich häufig über Jahre entwickelt, können die Symptome akut auftreten, wenn sich Pilzrasen lösen und zu einer Verlegung der Atemwege führen.

## Diagnostik
Da die Aspergillose sich zumeist schleichend entwickelt und die Symptome unspezifisch sind, liefert die klinische Untersuchung allenfalls Verdachtsmomente. Ein deutlicher Hinweis ergibt sich nur, wenn Pilzrasen an den Nasenöffnungen auftreten. Tupferproben aus Nase, Rachen oder Luftröhre liefern selten eindeutige Ergebnisse.
Die Röntgenuntersuchung zeigt vor allem die chronischen Veränderungen an Lunge und Luftsäcken (Luftsackmykose). So kann bei der Erkrankung die Grenze zwischen hinteren Brustluftsäcken und Bauchluftsack röntgenologisch sichtbar werden. Bei Einengung der Luftsacköffnungen kann es zu einer Überdehnung der Luftsäcke („air trapping“) kommen. Zudem können „Pilzbrücken“ in Form von Spangen, ähnlich den Halbmondzeichen bei der Aspergillose des Menschen, darstellen. An der Lunge können diffuse Verschattungen, bei Pilzgranulomen auch herdförmige auftreten. Durch die Toxine kann es auch zu einer röntgenologisch nachweisbaren Vergrößerung von Herz, Leber und Nieren kommen. Bei instabilen Patienten kann die Röntgenuntersuchung manchmal nicht durchgeführt werden, weil die Gefahr besteht, dass die Tiere während dieser versterben. Das Fehlen von röntgenologisch erfassbaren Veränderungen schließt eine Aspergillose nicht sicher aus.
Die Endoskopische Untersuchung der Luftsäcke und der Lunge liefert die zuverlässigsten Ergebnisse. Sie ist aber nur in Narkose möglich und damit bei stark geschwächten Patienten nicht immer durchführbar. Hierbei zeigen sich undurchsichtige Luftsackwände und gegebenenfalls Granulome.
Blutuntersuchungen geben kaum Hinweise, der serologische Nachweis von Antikörpern ist bislang nicht ausreichend etabliert.

## Behandlung
Als Antimykotika werden Itraconazol, Terbinafin und Voriconazol systemisch eingesetzt. In Deutschland ist ein Medikament auf der Basis von Itraconazol für Ziervögel zugelassen (Handelsname Fungitraxx), der Wirkstoff wird von einigen afrikanischen Papageienarten (Graupapagei, Mohrenkopfpapagei) aber nur schlecht vertragen. Bei hochgradiger Symptomatik ist zusätzlich Amphotericin B angezeigt. Zur Prophylaxe, Behandlung leichter Fälle und chronischer Erkrankungen kann Enilconazol mittels Inhalation angewendet werden. die Behandlung erfolgt im Regelfall über sieben Wochen, wobei regelmäßige Röntgen- und Blutkontrollen anzuraten sind.
Die Beseitigung von Fütterungs- und Haltungsfehlern ist unabdingbar. Unterstützend können Vitamin-A-Gaben erfolgen.